# Львівський рок-клуб
Львівський Рок-клуб — одна з перших неформальних громадських організацій у Львові і Україні.

## Історія існування
Був створений 9 вересня 1986 року групою однодумців на основі установчих документів подібного клубу в Ленінграді (першого в СРСР). Це стало можливим після XXVII з'їзду КПРС, на якому були висунуті лозунги «гласності» і «перебудови», чим і скористалися творчі пасіонарії. «Неформальна» організація музикантів та їхніх прихильників першою в Україні добилася офіційного визнання свого незалежного від ВЛКСМ статусу і права на легальну безцензурну творчість. Президентом клубу на загальних зборах був обраний Юрій Перетятко, а в Раду увійшли І. Мельничук («КооП»), І. Задорожний («Аптека»), І. Толоха («999»), В. Цвіркун («Гризайль»), М. Саврук («Повторний карантин»), Є. Тарнавський.
У грудні 1986 року в актовому залі одного з ЖЕКів на околиці Львова був організований перший рок-сейшн, а 3 січня 1987 року відбувся перший великий гала-концерт у палаці культури (ПК) заводу «Електрон» («Сарай») за участю рок-гуртів «Леви», «Гризайль», «Скіфи», «Собача радість», «КооП» і «Повторний карантин». По-суті, ця акція стала першим стихійним антисистемним мітингом у Львові за участю майже тисячі осіб, задовго до політичних масових акцій.
Вже через кілька місяців клуб налічував велику кількість музичних формацій («Аптека», «Інкогніто», «Катарсис», «Місячне сяйво», «Циклон», «Леви», «Гризайль», «Скіфи», «Собача радість», «КооП», «Повторний карантин» та ін.), разом з «фанатами» — понад 200 членів. Майже усі творчі колективи нарешті змогли проводити повноцінні репетиції і взаємоспілкуватися. Організовувалися постійні концертні виступи у ПК «Львівприлад» («Енерго»), де стало правилом «доброго тону» виконувати програму українською мовою, і почала функціонувати «рокотека» (змістовні рок-лекції, які проводив меломан Г. Пантель).
1987 рік став часом народження нових груп, як от «999», «ДТР», «КооП-2», «Собор», «Роком круш!», «Оркестр діда Мазая», «Група пластичної містифікації», «ВБСУ», «Віза», «База», а також періодом активного спілкуванням з рок-клубами країни і запрошенням до міста рок-гуртів з інших республік («Швидка допомога» та «Патріархальна виставка» з Ленінграду, «Мроя» та «7 герц» з Мінську).
У 1988 році відбулися фахово інспіровані структурами ВЛКСМ загальні збори з метою замінити керівництво і підпорядкувати собі громадську організацію, скориставшись прогалинами в її статуті. Це призвело до розколу в спільноті і паралічу її діяльності, проте керівники рок-клубу та більшість його учасників трансформували спілку у правонаступне об'єднання — АРМ («Асоціація рок-музикантів»), яка проіснувала в «Енерго» до вересня 1989 року. 
Незважаючи на короткий і несприятливий час свого існування, Львівський Рок-клуб відіграв проте значну роль в українізації рок-музики і стимулюванні творчих потенцій, адже саме з його середовища вийшло більшість членів згодом відомих в Україні гуртів та виконавців, як от «Брати Гадюкіни», «Лесик Бенд», «Плач Єремії», «999», «Білий загін» та інші.